# Herdwangen-Schönach
Herdwangen-Schönach är en kommun (tyska Gemeinde) i Landkreis Sigmaringen i delstaten Baden-Württemberg i Tyskland. Folkmängden uppgår till 4 000 invånare, på en yta av 37 kvadratkilometer. Kommunen består av ortsdelarna (tyska Ortsteile) Herdwangen, Großschönach och Oberndorf.
Kommunen ingår i kommunalförbundet Pfullendorf tillsammans med staden Pfullendorf och kommunerna Illmensee och Wald.